# Pierre de Belloy
Pierre de Belloy est un juriste et magistrat français né à Montauban vers 1540 et mort vers 1611/1613.

## Biographie
Après de brillantes études à l'université de Toulouse, il y devient « régent » (enseignant) à l'âge de vingt-et-un ans. Il choisit peu après la profession d'avocat qu'il exerce pendant quatre ou cinq ans, puis il est reçu conseiller au présidial de Toulouse. 
Député à Paris en 1582 pour solliciter une affaire, il reste dans la capitale et devient, bien que catholique, un adversaire résolu de la Ligue et un porte-parole du « parti des politiques ». 
Il soutient dans des libelles les droits au trône d'Henri de Navarre, et récuse au nom du gallicanisme la compétence papale en la matière (après l'excommunication du prétendant le 9 septembre 1585). En 1585, Belloy publie l'Apologie catholique contre les libelles, déclarations, avis et consultations faites, écrites et publiées par les ligués, perturbateurs du royaume de France, qui se sont élevés depuis le décès de feu Monseigneur, frère unique du roi. Les ligueurs s'empressent de qualifier de libelle de diffamatoire. 
En 1587, Robert Bellarmin dénonce à son tour ce libelle et son auteur dans sa Responsio ad praecipua capita Apologiae, quae falso catholica inscribitur, pro successione Henrici Navarreni, in francorum regnum, Auctore Francisco Romulo. Bellarmin veut « montrer que Belloy est hérétique, et non catholique comme il l'affirme. Mais surtout, à l'appui des Ligueurs, que tout hérétique doit être privé de son droit de succession au royaume. »
Sous la pression du duc de Guise, le roi Henri III le fait enfermer à la Conciergerie en 1587, mais le Parlement de Paris se refuse à le juger. Après l'assassinat du duc de Guise (23 décembre 1588), il est transféré au début de 1589 à la Bastille, et y reste sans jugement. Il parvient à s'évader en mai 1591 et se réfugie à Saint-Denis chez le gouverneur Dominique de Vic, qui le présente à Henri IV. En récompense de sa fidélité, celui-ci le nomme en 1593 avocat général au Parlement de Toulouse. Il exerçait encore cette fonction en 1609.

## Œuvres
- P. Beloii J. C. et in senesarchia Tholosana Regii consilarii Variorum juris civilis libri quatuor. Item Disputationes aliquot quarum numerus hic sequitur, De success. ab intestat. De jur. pignor. vel marq. De compensat, 1583[4].
- Moyens d'abus, entreprises et nullitez du rescrit et bulle du pape Sixte Ve du nom, en date du mois de septembre 1585, contre le serenissime prince Henry de Bourbon, roy de Navarre, seigneur souverain de Bearn, premier prince du sang de France et premier pair de la couronne, et Henry de Bourbon, aussi prince du sang, pair de France, prince de Condé, duc d'Anguien. Par un catholique, apostolique, romain, mais bon François, et tresfidele subjet de la couronne de France, Cologne, Strasbourg, Genève, Jobin Herman (imprimeur imaginaire), 1586[5].
- Examen du discours publié contre la maison royalle de France, et particulièrement contre la branche de Bourbon, seule reste d'icelle, sur la loy salique et succession du royaume. Par un catholique apostolique, romain, mais bon françois, et très-fidèle subjet de la couronne de France, La Rochelle, Pierre Haultin, 1587[6].
- Recueil des edicts de pacification, ordonnances & declarations faites par les rois de France. Sur les moyens plus propres pour appaiser les troubles et seditions, survenues pour le fait de la Religion, et faire vivre tous leurs sujets en bonne paix, union et concorde de sous leur obeissance : avec les reglemens qu'ils ont entendu estre gardez et observez, pour l'entretenement et maintien de ladite Religion. Depuis l'année mil cinq cens soixante et un jusqu'à present. Le nombre desquels edicts est contenu en la page suivante. Par P.D.B. conseiller & maistre des requestes de madame sœur unique du Roiy, 1599[7].
- Conference des Edicts de pacification des troubles esmeus au Royaume de France pour le faict de la Religion, et Traittez ou reglemens faicts par les rois Charles IX et Henri III, et de la déclaration d'iceux, du Roy Henri IIII de France et de Navarre. Publiee en Parlement le 25 février 1599. Avec l'explication du contenu en chascun article par l'histoire ecclesiastique et profane, droicts Civil et Canonique, Ordonnances et Coustumes de ce Royaume. Par Mre Pierre de Beloy, conseiller du Roy et son advocat general au Parlement de Tholose, Paris, P. L'Huillier et Jamet Mettayer, 1600[8].
- De l'origine et institution de divers ordres de chevalerie tant ecclesiastiques que prophanes. Par Monsieur M. P. de Beloy conseiller & advocat general du Roy en sa cour de parlement de Tolose. A Monseigneur le Dauphin de Vienois, duc de Bretagne, 1604[9].
- Ordonnance de messieurs les commissaires deputez pour la recherche des franc-fiefs & nouveaux acquets au ressort du Parlement de Tolose, sur l'exemption requise par le sieur Visconte de Tureine, en l'estendue dudit visconté. Avec les conclusions sur ce prinses par monsieur maistre Pierre de Beloy, conseiller & advocat general du Roy en ladicte cour de parlement de Toulouse, 1609[10].
- Recueil de quelques plaidoyez notables faicts par feu M. P. de Beloy, conseiller et advocat general du Roy au parlement de Tolose, avec les arrests de la meme Cour intervenus sur iceux, suivis de l'interprétation des causes de l'Edict et Declaration du Roy Henry le Grand sur l'union et incorporation de son ancien patrimoine mouvant de la Couronne de France au domaine d'icelle, par le mesme auteur, Toulouse, Raymond Colomiez,1613[11].
- Notables et singulières questions de droit écrit, jugées au Parlement de Toulouse, conférées avec les préjugés des autres Parlemens de France. Par M. Geraud de Maynard, conseiller au parlement de Toulouse. Les arrêts, et discours prononçés en robe rouge, par M. Antoine de Lestang, chevalier, conseiller du Roi en ses conseils d'etat & privé, & president du parlement ; Les discours de M. De Beloy, avocat-général ; Les Playdoyers de M. Jacques de Puymisson, aussi avocat de ce parlement ; L'histoire des maisons de Foix & d'Armagnac, du pays de Béarn, du comté de Toulouse, & autres lieux particuliers de ce ressort. Nouvelle édition, revue, corrigée et augmentée, Divisée en XI. Livres, Enrichie de nouveaux textes des Chapitres, de nouveaux sommaires en très-grand nombre, qui expliquent les matieres & les décisions ; mise en style plus françois & plus intelligible ; avec une table très-méthodique & très-étendue, en forme de décisions. Par Me R****** Avocat au Parlement de Paris. Tome premier [-second], 1750 (republication)[12].